# Torxa Humana
La Torxa Humana (Human Torch a l'original anglès) (Jonathan "Johnny" Storm) és un superheroi que apareix als còmics americans publicats per Marvel Comics. El personatge és membre fundador dels Quatre Fantàstics. És la reinvenció de l'escriptor Stan Lee i l'artista Jack Kirby d'un personatge anterior similar, l'androide Human Torch del mateix nom original i poders que va ser creat el 1939 per l'escriptor i artista Carl Burgos per a la companyia predecessora de Marvel, Timely Comics.
Com la resta dels Quatre Fantàstics, Johnny va obtenir els seus poders en una nau espacial bombardejada per raigs còsmics. Pot embolicar tot el seu cos en flames, volar, absorbir el foc de manera inofensiva al seu propi cos i controlar qualsevol foc proper amb la força de la voluntat. "Flame on!" (flama encesa), que la Torxa sol cridar quan activa el seu efecte de flama de cos sencer, s'ha convertit en el seu eslògan. El més jove del grup, és descarat i impetuós en comparació amb la seva germana gran reticent, sobreprotectora i compassiva, Susan Storm, el seu cunyat assenyat, Reed Richards, i el queixós Ben Grimm. A principis dels anys 60, va protagonitzar una sèrie d'aventures en solitari, publicades a Strange Tales. The Human Torch també és amic i aliat freqüent del superheroi Spider-Man, que té aproximadament la mateixa edat.
El primer còmic traduït al català en què apareix Spider-Man: ¡Aventura Quàntica! es va publicar l'11 d'abril de 2024. Havia aparegut traduït en productes derivats, incloent pel·lícules i sèries d'animació.
A les pel·lícules, la Torxa Humana ha estat interpretada per Jay Underwood a la pel·lícula inèdita de 1994 The Fantastic Four; Chris Evans a la pel·lícula Els quatre fantàstics del 2005 i la seva seqüela del 2007 Els 4 fantàstics i en Silver Surfer; i Michael B. Jordan a la pel·lícula del 2015 Fantastic Four.

## Història de la publicació
Creat per l'editor/escriptor Stan Lee i l'autor complet Jack Kirby, Johnny Storm és una renovació del personatge original de Carl Burgos, l'androide Human Torch, creat per a Timely Comics el 1939. Storm va aparèixer per primera vegada a The Fantastic Four núm. 1 publicat el 8 d'agost de 1961 (amb data de portada de novembre de 1961), establint-lo com a membre de l'equip de superherois titular. En el seu resum de la trama per a aquest primer número, Lee va transmetre a Kirby que la recentment constituïda Comics Code Authority li havia dit que a la Torxa Humana només li estava permès cremar objectes, mai persones. Al llarg de la sèrie, el fet de ser Johnny el germà petit de la seva companya d'equip Susan Storm, també coneguda com la Invisible Girl (noia invisible), va ser una de les diverses fonts de tensió dins del grup.
A més, va protagonitzar un serial en solitari a Strange Tales nº 101-134 (dates de portada octubre de 1962 - juliol de 1965). Una sèrie de vuit números, The Human Torch (setembre de 1974 - novembre de 1975), va reimprimir històries d'aquell serial en solitari, juntament amb històries amb l'androide Human Torch original. Els anys posteriors també es van veure una sèrie de 12 números, Human Torch (juny de 2003 - juny de 2004) de l'escriptor Karl Kesel i el dibuixant Skottie Young, i la minisèrie de cinc números Spider-Man / Human Torch (març-juliol). 2005) de l'escriptor Dan Slott i el dibuixant Ty Templeton.
La Torxa Humana va ser originalment el coprotagonista permanent de Marvel Team-Up, però es va abandonar després de només tres números perquè els creadors trobaven aquest format massa restrictiu. Va protagonitzar dos còmics one-shot, Spider-Man & the Human Torch... Bahia De Los Muertos! nº 1 (data de portada maig de 2009), de l'escriptor Tom Beland i l'artista Juan Doe, i Incredible Hulk & the Human Torch: From the Marvel Vault nº 1, una història inèdita de 1984, originalment pensada per a Marvel Team-Up amb argument de Jack C. Harris, guió i dibuix de Kesel, amb esbossos d'Steve Ditko.

## Biografia del personatge de ficció
En créixer a Glenville, Nova York, una ciutat fictícia dels suburbis de Long Island, Johnny Storm va perdre la seva mare a causa d'un accident de cotxe del qual el seu pare, el cirurgià Franklin Storm, va sortir il·lès. Franklin Storm va caure en espiral cap a l'alcoholisme i la ruïna financera, i va ser empresonat després de matar un uscultador en defensa pròpia. Johnny Storm va ser criat llavors per la seva germana gran, Sue Storm.
Als 16 anys, Storm es va unir a la seva germana i al seu promès, Reed Richards, en un vol espacial en què la radiació còsmica va transformar aquests tres i el pilot de la nau espacial Ben Grimm en éssers superpoders que es convertirien en el famós equip de superherois dels Quatre Fantàstics. Storm, amb la capacitat de convertir-se en un humà en flames amb el poder de volar i la capacitat de projectar foc, s'anomena a si mateix la Torxa Humana, en homenatge a la Human Torch de la Segona Guerra Mundial. A The Fantastic Four núm. 4, és Storm qui descobreix un vagabund amnèsic a qui ajuda a recuperar la memòria com l'antiheroi Namor, un dels tres herois més populars del precursor de la dècada de 1940 de Marvel Comics, Timely Comics, tornant-lo a la continuïtat moderna.
Tot i que era membre d'un equip de fama mundial, Storm encara vivia principalment a Glenville i assistia a Glenville High School. Aquí va pensar que mantenia una identitat secreta, tot i que els seus companys del poble eren molt conscients que era membre dels Quatre Fantàstics i simplement feien veure humorísticament que no ho sabien. Aquesta sèrie va presentar el que es convertiria en els enemics recurrents dels Quatre Fantàstics, el Wizard i Paste-Pot Pete, més tard conegut com el Trapster. A la vida domèstica de Storm, Mike Snow, un membre de l'esquadra de lluita lliure de l'escola secundària, va intimidar a Storm fins que una erupció accidental dels poders de la Torxa va deixar cicatrius la cara de Snow. Storm va sortir amb la seva companya d'estudis Dorrie Evans, tot i que finalment ella es va cansar de les seves constants desaparicions i va trencar la seva relació.
Després de graduar-se a l'escola secundària, Storm es va matricular al Metro College de la ciutat de Nova York. Allà va fer amistat amb el seu company de pis Wyatt Wingfoot. També va conèixer la Human Torch original dels anys 30 i 40. Al voltant d'aquesta època, Storm va conèixer i es va enamorar de Crystal, un membre de la raça superpoderosa dels Inhumans. Després que la seva relació va acabar, Crystal va tornar a la seva ciutat natal d'Attilan i finalment es va casar amb el superheroi Quicksilver, Storm, aixafat, va intentar seguir endavant, trobant que la seva núvia de secundària, Dorrie Evans, s'havia casat i tenia dos fills. Storm va abandonar la universitat però va mantenir l'amistat de Wingfoot, que sovint participava en les aventures dels Quatre Fantàstics.
Storm finalment va començar un romanç amb qui pensava que era Alicia Masters, però finalment es va revelar que era un alienígena de la raça Skrull, Lyja, fent-se passar per Masters. Mentrestant, es van casar. Storm va descobrir més tard la veritable identitat d'"Alicia" i que Lyja estava embarassada del seu fill. Després va presenciar la mort aparent de Lyja i va rescatar la veritable Alicia dels Skrulls.
Storm es va unir breument a l'equip Fantastic Force del seu nebot Franklin Richards, on va lluitar contra el seu homòleg d'altres dimensions, Vangaard (abans Gaard). Lyja es va fer passar per l'estudiant Laura Green i va sortir amb Storm per mantenir-se a prop d'ell; Storm la va reconèixer quan es van besar, encara que no li ho va revelar fins més tard.
Després d'una gran batalla amb el supervillano i dictador Doctor Doom, el líder dels Quatre Fantàstics, Reed Richards, va intentar reclamar la Latveria de Doom per als Quatre Fantàstics, un acte que va alienar el govern dels Estats Units i el seu propi equip. Això va provocar la mort aparent del membre de l'equip Ben Grimm i la posterior dispersió dels Quatre Fantàstics. Storm es va dedicar a arreglar cotxes per guanyar-se la vida. Més tard es va revelar que Grimm estava viu. A través d'Internet, Storm coneix una dona jove, Cole, de qui s'assabenta que és la filla d'un dels enemics més antics dels Quatre Fantàstics, el Wizard; després d'un enfrontament amb aquest supermalvat, que va escapar amb Cole, Storm va mantenir l'esperança de retrobar-se amb ella. Durant un temps, Storm es va convertir en l'Herald del poderós ésser còsmic Galactus, convertint-se en el Invisible Boy després de canviar de poder amb la seva germana i companya d'equip, Susan Richards, la Dona Invisible.
Durant l'encreuament de tota l'empresa de la "Civil War" de 2006-2007, en què la comunitat de superpoders es divideix per la Llei de registre sobrehumà, que els obligava a registrar-se i convertir-se en agents del govern dels EUA, Storm i la seva germana s'alien amb el rebels clandestins, els Secret Avengers. Poc després, durant l'encreuament de l'empresa "Secret Invasion", els Skrulls extraterrestres que canvien de forma van intensificar la seva infiltració clandestina a la Terra. Storm es va reunir breument amb la seva antiga esposa Skrull, Lyja. Encara que forma part de la força invasora, descobreix que encara té alguns sentiments per ell i no porta a terme la seva missió de sabotatge. Torna a la seva gent, insegura d'ella mateixa i de qualsevol relació futura.
A la conclusió de la història de "Three" (Tres) de 2011, a Fantastic Four nº 587 (març de 2011), la Torxa humana sembla morir lluitant contra una horda d'extraterrestres de la dimensió de la Zona Negativa. La sèrie va acabar amb el número 588 següent i es va rellançar el març de 2011 com simplement FF. Spider-Man, un dels amics de Storm, va ocupar el seu lloc a l'equip, tal com es demana en el testament de la Torxa.
Més tard es revela que la Torxa Humana va ser reviscut per una espècie de criatures semblants a insectes que van ser implantades al seu cos per Annihilus en un intent de forçar a Storm a ajudar a obrir el portal de la Zona Negativa. Storm finalment escapa, i Richards determina que Storm va estar a l'altre costat del portal durant dos anys des de la seva perspectiva.
La Torxa Humana es converteix en un ambaixador dins de la societat Inhumana i s'uneix a l'Esquadró d'Unitat dels Venjadors de Steve Rogers i ajuda Rogue a incinerar les porcions telepàtiques del cervell del professor Xavier, evitant així, sense saber-ho, que Hydra l'utilitzi per al seu imperi secret. Es converteix en multimilionari quan hereta la riquesa de Reed Richards i Sue Storms i utilitza els diners per reconstruir la mansió dels Venjadors i per a filantropia. Sembla aniquilat quan agafa un objecte còsmic anomenat Pyramoids durant la lluita entre la Legió Letal i l'Ordre Negra al Perú, però es restaura després que Living Lightning guanyi una partida de pòquer contra el Grandmaster.
Per ajudar la Cosa a fer front a la desaparició de Mister Fantastic i de la Dona Invisible, la Torxa Humana el porta a un viatge pel Multivers utilitzant el Multisect per trobar-los. No van poder trobar-los i van tornar a la Terra-616 amb les mans buides. Es van reunir amb Mister Fantastic i la Invisible Woman per ajudar al costat d'altres superherois que formaven part dels Fantastic Four (inclòs sorprenentment el membre dels X-Men Iceman) a lluitar contra el Griever al final de totes les coses després que Mister Fantastic va persuadir Griver per deixar-lo convocar la Cosa i la Torxa Humana. Quan la Cosa i els seus companys finalment tornen a la terra 616, mentre que la Fundació Futur es queda enrere per seguir aprenent del multivers, la Cosa els revela que va proposar l'Alicia i que estan a punt de casar-se aviat. Tot i que l'edifici Baxter és ara propietat d'un nou equip de superherois Fantastix, la Cosa permet als seus companys d'equip utilitzar el seu carrer natal Yancy Street com a base d'operacions. Més tard es compromet amb Skye a Planet Spyre, que després s'uneix als Quatre Fantàstics per conèixer la Terra i els seus altres superherois a més d'ells.

## Poders i habilitats
Johnny Storm va obtenir una sèrie de poders sobrehumans com a resultat dels efectes mutagènics de la radiació còsmica a la qual es va estar exposat, tots ells relacionats amb el foc. La seva habilitat principal per embolicar el seu cos en plasma ardent sense fer-se mal a si mateix, amb la qual és capaç de volar proporcionant una empenta darrere d'ell amb la seva pròpia flama, i generar potents corrents i/o boles de flama. També pot manipular la seva flama per donar-li forma d'anells i altres formes, com un duplicat ardent de si mateix que pot controlar de forma remota. Fins i tot quan no està embolicat per la flama, Storm té la capacitat de controlar qualsevol foc dins del seu rang de visió immediat, fent que augmenti o disminueixi la intensitat o es mogui segons un patró dirigit pels seus pensaments. A més, és capaç d'absorbir foc/plasma al seu cos sense efectes perjudicials.
El camp de plasma que envolta immediatament el seu cos és prou calent com per vaporitzar els projectils que s'hi acosten, incloses les bales. En general, no allarga aquesta aura de flama més enllà d'uns quants centímetres de la seva pell, per no encendre els objectes propers. Storm es refereix a la seva màxima sortida de flama com a "nova", que pot alliberar de manera omnidireccional. La flama de qualsevol temperatura inferior a aquesta no pot cremar ni danyar la Torxa. Aquest efecte "nova" es pot produir espontàniament quan absorbeix una quantitat excessiva de calor, encara que pot suprimir momentàniament l'alliberament quan cal, amb un esforç considerable.
Storm ha demostrat prou control amb el foc que pot afaitar els cabells d'una altra persona amb seguretat, o subjectar una persona mentre està en forma de flama sense que el seu passatger senti una calor incòmode. El seu coneixement s'estén també a la informació general sobre incendis, amb el suport de visites periòdiques a conferències de seguretat contra incendis a diferents parcs de bombers de Nova York. En un cas, quan va ser enverinat, Storm va sobreescalfar la seva sang per cremar la toxina.
La capacitat de Storm d'encendre's està limitada per la quantitat d'oxigen del seu entorn, i la seva flama personal s'ha extingit amb quantitats suficients d'aigua, escuma retardant de flama i ambients de buit. Es pot tornar a encendre a l'instant un cop retorni l'oxigen, sense efectes nocius. En les primeres històries, només podia romandre encés fins a cinc minuts consecutius, després dels quals necessitaria cinc minuts per carregar-se abans de tornar a encendre's.
Storm va ser representat transmutant el seu propi cos en una flama viva als dos primers números de The Fantastic Four. En totes les aparicions posteriors, el seu poder consisteix en la generació d'una aura flamejant.

## En altres mitjans

### Televisió
- The Human Torch era un personatge habitual de la sèrie Fantastic Four de 1967, amb la veu original de Jack Flounders.[49] Aquesta sèrie es va doblar al català des de 1995.[50]
- La Human Torch no va aparèixer a la sèrie Fantastic Four de 1978 i va ser reemplaçada per un robot anomenat H.E.R.B.I.E. Els drets televisius del personatge havien estat llicenciats per separat, encara que mai s'havien utilitzat, per a una pel·lícula pilot de televisió d'Universal Studios, la qual cosa va impedir que aparegués. Per la mateixa raó, se suposava que era un dels personatges principals de Spider-Man and His Amazing Friends, però Firestar es va crear al seu lloc.[51]
- La Human Torch apareix a la sèrie Fantastic Four de 1994, amb la veu original de Brian Austin Green a la primera temporada i de Quinton Flynn a la segona temporada.[49]
- La Human Torch i la resta dels Quatre Fantàstics van aparèixer a l'episodi de la sèrie de Spider-Man de 1994 "Secret Wars", amb la veu novament de Quinton Flynn.[49]
- La Torxa Humana apareix a Els Quatre Fantàstics (Fantastic Four: World's Greatest Heroes), amb la veu original de Christopher Jacot.[49] El va doblar al català Manel Gimeno.[52]
- The Human Torch apareix a The Super Hero Squad Show, amb la veu de Travis Willingham.[49][53]
- La Human Torch apareix a The Avengers: Earth's Mightiest Heroes, amb la veu original de David Kaufman.[49]
- La Human Torch apareix a l'episodi "Monsters No More" d'Hulk i els Agents de SMASH, amb la veu de James Arnold Taylor.[49][54] Es va unir amb els Agents de SMASH per aturar la invasió dels Tribbitites.

### Pel·lícules
| Chris Evans (esquerra) encarna la Torxa Humana a Fantastic Four (2005) i Els 4 fantàstics i en Silver Surfer (2007) i Michael B. Jordan (dreta) al reinici Fantastic Four (2015). |  | Chris Evans (esquerra) encarna la Torxa Humana a Fantastic Four (2005) i Els 4 fantàstics i en Silver Surfer (2007) i Michael B. Jordan (dreta) al reinici Fantastic Four (2015). |
| Chris Evans (esquerra) encarna la Torxa Humana a Fantastic Four (2005) i Els 4 fantàstics i en Silver Surfer (2007) i Michael B. Jordan (dreta) al reinici Fantastic Four (2015). |  | |

- Jay Underwood va interpretar Johnny Storm a la pel·lícula inèdita Els Quatre Fantàstics produïda per Roger Corman.[55][56]
- Chris Evans va interpretar The Human Torch/Johnny Storm a la pel·lícula Els quatre fantàstics del 2005. A la pel·lícula, és un jove intel·ligent, però arrogant, d'uns vint anys que estima els esports extrems. És el germà petit de Susan Storm, que treballa a Von Doom Industries com a cap del Departament de Ciència de Victor von Doom. Va repetir el seu paper de Johnny Storm a Els 4 fantàstics i en Silver Surfer. Quan el casament de la seva germana gran és interromput pel Silver Surfer, Johnny persegueix el Surfer i perd l'enfrontament posterior. A causa del seu contacte amb el Surfer, Johnny és capaç de canviar-se de poder amb qualsevol dels seus companys a través del contacte físic. Aquest canvi frustra el seu intent d'atrapar Silver Surfer quan accidentalment canvia els poders amb Reed. Tanmateix, quan Doom roba el tauler i els poders del Surfer, Johnny utilitza el seu canvi per absorbir els poders de tot l'equip, utilitzant la invisibilitat de Sue i els seus propis poders de flama per domina a Doom amb la força de la Cosa i l'elasticitat de Reed. Perd la capacitat de canviar de poder quan entra en contacte amb el Surfer per segona vegada.
- Simon Rex va interpretar la Human Torch a la pel·lícula de parodia Superhero Movie (2008).[57]
- Michael B. Jordan va interpretar Johnny Storm a la pel·lícula del 2015 Fantastic Four.[58][59][60] Si bé Johnny Storm encara és el fill biològic de Franklin Storm, Susan Storm és la seva germana adoptiva. Adquireix els seus poders després d'una visita al Planeta Zero. Des de l'incident, els científics que treballaven amb Franklin Storm van dissenyar un vestit especial que va ajudar a Johnny a dominar els seus poders. Després que Victor von Doom tornés del Planeta Zero i tornés a la Porta Quàntica per aconseguir els seus objectius, Johnny va quedar devastat quan Victor va matar Franklin Storm. Johnny més tard va ajudar a Reed, Susan i Ben a lluitar contra Victor.

### Videojocs
- Human Torch fa una aparició com a convidat a The Amazing Spider-Man 2 per a Game Boy i PlayStation 2.[61]
- Human Torch és un dels membres dels Quatre Fantàstics que apareixen a Spider-Man per a SNES.[62]
- Human Torch va tenir un lloc destacat al videojoc Spider-Man del 2000, amb la veu de Daran Norris.[49] Apareix per primera vegada en una escena, animant a Spider-Man a trobar la seva dona Mary Jane, que va ser segrestada per Venom. Al final del joc, se'l veu ballant amb la Gata Negra, mentre que l'home aranya i els altres herois que apareixen al joc juguen a cartes.
- Human Torch apareix al seu propi joc per a Game Boy Advance titulat Fantastic 4: Flame On.[63]
- Human Torch és un personatge jugable del videojoc Fantatic Four basat en la pel·lícula de 2005, amb la veu de Chris Evans amb la seva versió clàssica repetida per Quinton Flynn en nivells de bonus.[49]
- La versió Ultimate Marvel de Human Torch va aparèixer al joc Ultimate Spider-Man de 2005, amb la veu de David Kaufman.[49]
- Human Torch apareix al videojoc Fantastic Four: Rise of the Silver Surfer de 2007, amb la veu de Michael Broderick.[49]
- Human Torch també va aparèixer com un personatge jugable al títol produït per Electronic Arts Marvel Nemesis: Rise of the Imperfects, amb la veu de Kirby Morrow.[49]
- Human Torch apareix com un personatge jugable a Marvel: Ultimate Alliance, amb la veu de Josh Keaton.[49] Els seus vestits clàssics, Ultimate, originals i moderns estan disponibles. Un disc de simulació té Human Torch lluitant contra Paibok. Té un diàleg especial amb Black Widow, Hank Pym, Thing, Crystal, Uatu, Karnak, Wyatt Wingfoot, Black Bolt i Shocker.[64]
- Human Torch apareix com un personatge jugable a Marvel: Ultimate Alliance 2, amb la veu novament de David Kaufman.[49]
- Human Torch és un personatge jugable a Marvel Super Hero Squad Online, amb la veu d'Antony Del Rio.[49]
- Human Torch està disponible com a contingut descarregable per al joc LittleBigPlanet, com a part de "Marvel Costume Kit 2".[65]
- Human Torch va aparèixer al joc de pinball virtual Fantastic Four per a Pinball FX 2, amb la veu de Travis Willingham.[49][66]
- Human Torch és un personatge jugable del joc per a mòbils Marvel: Future Fight.[67]
- Human Torch és un personatge jugable al joc de Facebook Marvel: Avengers Alliance.[68]
- Human Torch apareix com un personatge jugable al joc de lluita del 2012 Marvel Avengers: Battle for Earth, amb la veu de Roger Craig Smith.[49]
- Human Torch és un personatge jugable del MMORPG Marvel Heroes, amb la veu de Matthew Yang King.[49][69] Tanmateix, per raons legals, va ser eliminat del joc l'1 de juliol de 2017.[70]
- Human Torch apareix com un personatge jugable a Lego Marvel Super Heroes, amb la veu novament de Roger Craig Smith.[49][71]
- Human Torch és un personatge jugable del joc per a mòbils Marvel Puzzle Quest.[67]
- Human Torch apareix al DLC "Shadow of Doom" de Marvel Ultimate Alliance 3: The Black Order, amb la veu novament de Matthew Yang King.[49]

## Recepció
La Torxa Humana va ser classificat com el 90è millor personatge de còmic per la revista Wizard. IGN va classificar la Torxa Humana com el 46è més gran heroi de còmics, afirmant que tot i que el membre més jove dels Quatre Fantàstics gaudia habitualment de la glòria del seu estatus de celebritat, també es va provar a ell mateix en les seves nombroses aventures tant amb els Quatre Fantàstics com amb Spider- Home.